# Destelbergen
Destelbergen este o comună neerlandofonă situată în provincia Flandra de Est, regiunea Flandra din Belgia. La 1 ianuarie 2011 avea o populație totală de 17.636 locuitori. 

## Geografie
Comuna actuală Destelbergen a fost formată în urma unei reorganizări teritoriale în anul 1977, prin înglobarea într-o singură entitate a 2 comune învecinate. Suprafața totală a comunei este de 26,56 km². Comuna este subdivizată în secțiuni, ce corespund aproximativ cu fostele comune de dinainte de 1977. Acestea sunt:
| - I. Destelbergen - II. Heusden |

Localitățile limitrofe sunt:
- a. Lochristi
- b. Beervelde (Lochristi)
- c. Laarne
- d. Wetteren
- e. Melle
- f. Gentbrugge (Gent)
- g. Sint-Amandsberg (Gent)
- h. Oostakker (Gent)